# حسینیه رامشه
حسینیه رامشه مربوط به دوره صفوی - دوره قاجار - دوره معاصر است و در شهرستان اصفهان، بخش جرقویه علیا، دهستان رامشه، روستای رامشه، محله سادات واقع شده و این اثر در تاریخ ۱۵ دی ۱۳۸۷ با شمارهٔ ثبت ۲۴۰۱۱ به‌عنوان یکی از آثار ملی ایران به ثبت رسیده است.